# Nitikan
Nitikan is een bestuurslaag in het regentschap Magetan van de provincie Oost-Java, Indonesië. Nitikan telt 1639 inwoners (volkstelling 2010).